# 王官庄街道
王官庄街道，是中华人民共和国山東省济南市市中区下辖的一个乡镇级行政单位。

## 行政区划
王官庄街道下辖以下地区：
四区第一社区、四区第二社区、青龙山社区、八区社区、九区社区、十区社区、英华苑社区、王官庄东社区、王官庄西社区和西十里河社区。